# دورين ماتيوت
دورين ماتيوت (بالرومانية: Dorin Mateuț)‏، من مواليد 5 أغسطس 1965 في بوغاتا كورتيوس في رومانيا، لاعب كرة قدم روماني سابق.
حاز على جائزة الحذاء الذهبي الأوروبي في عام 1989 برصيد 43 هدف.
لعب مع منتخب رومانيا لكرة القدم منذ عام 1984 وحتى عام 1991، وشارك معهم في 56 مباراة وسجل 10 أهداف.

## مسيرته الكروية
لعب دورين ماتيوت خلال مسيرته الاحترافية مع 6 أندية في تسعة عشر موسمًا وسجل خلالها 137 هدف ضمن 368 مباراة. حيث فاز في موسم واحد بالكأس وفي موسم واحد بالدوري.
خاض دورين ماتيوت مسيرته مع FC Corvinul Hunedoara ‏ في موسم 1981–82 ليلعب معه ستة مواسم، مشاركًا في 132 مباراة سجل خلالها 36 هدفًا. ثم انتقل إلى نادي دينامو بوخارست في موسم 1986–87 في المرة الأولى ليلعب معه خمسة مواسم ثم في موسم 1994–95 ولمدة موسمين، حيث شارك طوالها في 146 مباراة سجل خلالها 88 هدفًا. لينتقل بعدها إلى نادي ريال سرقسطة في موسم 1990–91 ولمدة موسمين، مشاركًا في 58 مباراة سجل خلالها 10 أهداف. ثم انتقل إلى نادي بريشيا في موسم 1992–93 لمدة موسم واحد، مشاركًا في 4 مباريات ولم يسجل أي هدف. هذا وانتقل لاحقًا إلى نادي ريجيانا 1919 في موسم 1993–94 ولمدة موسمين، مشاركًا في 25 مباراة سجل خلالها 3 أهداف. ثم انتقل بعدها إلى نادي ستيودينتيسك بوخارست في موسم 1995–96 لمدة موسم واحد، مشاركًا في 3 مباريات ولم يسجل أي هدف.

## روابط خارجية
- دورين ماتيوت على موقع الاتحاد الدولي (مؤرشف)  (الإنجليزية)
- دورين ماتيوت على موقع الاتحاد الأوربي (الإنجليزية)
- دورين ماتيوت على موقع قاعدة بيانات كرة القدم.إي يو (الإنجليزية)
- دورين ماتيوت على موقع ناشيونال فوتبول تيمز (الإنجليزية)
- دورين ماتيوت على موقع عالم كرة القدم.نت (الإنجليزية)